# Ollie Phillips
Pas d'image ? Cliquez ici

a Compétitions nationales et continentales officielles uniquement.

b Matchs officiels uniquement.
Dernière mise à jour le 7 juin 2010.
Ollie Phillips, né le 8 septembre 1983 à Brighton, est un joueur de rugby à XV anglais évoluant au poste d'ailier. Après avoir passé cinq saisons avec les Newcastle Falcons, il rejoint le Stade français en 2009 puis Gloucester en 2011.

## Biographie
Capitaine de l'équipe d'Angleterre de rugby à sept, il évolue durant deux saisons (2009 à 2011) au sein de l'effectif du Stade Français Paris.
En juin 2012, il participe à la tournée des Barbarians français au Japon pour jouer deux matchs contre l'équipe nationale nippone à Tokyo. Les Baa-Baas l'emportent 40 à 21 puis 51 à 18. En 2013, il est contraint de mettre un terme à sa carrière à l'âge de 30 ans sur blessure.

## Palmarès
- Ollie Phillips est élu Meilleur Joueur International de rugby à 7 de l'année 2009 par l'IRB[6]

## Statistiques

### Rugby à XV
- Newcastle
  - 5 saisons, 43 matches, 19 essais
- Stade français
  - 2 saisons, 43 matches, 17 essais
- Gloucester
  - 1 saison, 2 matches, 0 essai

### Rugby à sept
- 65 matches joués, 39 essais, 23 transformations, 241 points